# Zamek w Homlu
Zamek w Homlu – drewniano-ziemna budowla obronna i administracyjna, istniejąca od XVI do XVIII wieku.
W XVI wieku zespół budynków pełniących funkcje administracyjne i obronne miasta Homla uległ przekształceniu w feudalny zamek. Miał on w planie owalny kształt o wymiarach ok. 200 na 90 m i powierzchni ok. 1,3 ha. Od miasta oddzielony był strumieniem Hamiejukiem i fosą, z drugiego zaś boku opływała go rzeka Soż. Posiadał drewniano-ziemne umocnienia.
W początku XIX wieku w jego miejscu wzniesiono pałac Rumiancewów-Paskiewiczów.